# The Magic Fluke
The Magic Fluke ist ein US-amerikanischer animierter Kurzfilm von John Hubley aus dem Jahr 1949.

## Handlung
„Lips“ Fox und sein Partner, die Krähe „The Hot One“, treten als Band in kleinen Bars auf. Lips ist der Dirigent, während The Hot One als Ein-Mann-Orchester für Tanzmusik sorgt. Lips erhält ein lukratives Angebot als Orchesterdirigent und lässt seinen Partner im Stich.
Einige Zeit später erkennt die Krähe in einem pompös vor einem Theater vorfahrenden Dirigenten seinen einstigen Partner Lips, der ihm jedoch wie den anderen Fans nur ein Autogramm gibt und sonst keine Beachtung schenkt. Die Krähe reiht sich im Theater ins Publikum ein und bemerkt bald, dass Lips ein Taktstock fehlt. Er organisiert für ihn den Zauberstab des unweit auftretenden Zauberkünstlers „The Great Presto“. Der Stab entwickelt während des Konzerts ein Eigenleben, produziert Ballons, Blumen, Schirme und andere Dinge, verwandelt die Musiker in weiße Hasen und zaubert die Bühne schließlich leer. Das Publikum beginnt bereits, Lips auszubuhen, als die Krähe als Ein-Mann-Orchester auf die Bühne kommt und die Situation rettet. Auch Lips ist nun dankbar, seinen früheren Partner wiederzusehen.

## Produktion
The Magic Fluke kam am 24. März 1949 als Teil der Columbia-Trickfilmreihe Fox and Crow in die Kinos.

## Synchronisation
| Rolle | Originalsprecher |
| ----- | ---------------- |
| Krähe | Paul Frees       |
| Fuchs | Frank Graham     |

## Auszeichnungen
The Magic Fluke wurde 1950 für einen Oscar in der Kategorie „Bester animierter Kurzfilm“ nominiert, konnte sich jedoch nicht gegen Dicke Luft durchsetzen.
Als „Bester animierter Film“ war The Magic Fluke zudem 1958 für einen British Film Academy Award nominiert, verlor jedoch gegen den britischen Beitrag Pan-tele-tron aus dem Jahr 1957.